# دبليو. بنجامين جيبس
دبليو. بنجامين جيبس (بالإنجليزية: W. Benjamin Gibbs)‏ هو محامي وسياسي أمريكي، ولد في 15 أبريل 1889، وتوفي في 7 أغسطس 1940. انتخب عضو مجلس النواب الأمريكي.